# Meall Garbh (berg i Storbritannien, Perth and Kinross, lat 56,57, long -4,21)
Meall Garbh är ett berg i Storbritannien.   Det ligger i kommunen Perth and Kinross och riksdelen Skottland, i den norra delen av landet, 600 km nordväst om huvudstaden London. Toppen på Meall Garbh är 1 118 meter över havet, eller 187 meter över den omgivande terrängen. Bredden vid basen är 2,3 km.
Terrängen runt Meall Garbh är huvudsakligen kuperad.Runt Meall Garbh är det mycket glesbefolkat, med 4 invånare per kvadratkilometer. Närmaste större samhälle är Killin, 12,8 km sydväst om Meall Garbh. Trakten runt Meall Garbh består i huvudsak av gräsmarker.